# Toxic Shark
Pour plus de détails, voir Fiche technique et Distribution.
Toxic Shark est un téléfilm d'horreur américain, diffusé pour la première fois en 2017 sur TV-14.

## Synopsis
Un camp de vacances pour célibataires situé sur une île tropicale prend une tournure terrifiante lorsque les invités se rendent compte qu’un requin toxique infeste l’eau environnante. Non seulement il déchiquette ses victimes, mais il utilise également des projections d’acide pour les chasser, dans l’eau et hors de l’eau.

## Distribution
- Kabby Borders : Eden
- Christina Masterson : Audra
- Michelle Cortés : Erin
- Bryce Durfee : Sam
- Sean Samuels : Zane
- Quinn Bozza : Jesse
- Cristina Jayo : Gabriella
- Pedro Diaz : Liam
- Eric Etebari : Reese
- Jaime Wallace : Hayden
- Owen Saxon : Ryan
- Lisseidy L. Falcón Morales : Maggie
- Daniel Salinas González : Vince
- Luis Sebastián Borges : Gregory
- Eudaldo Baez : Damiano
- Isaac Santiago : Inspecteur de l’Environmental Protection Agency
- Mónica López : Gwen[3]

## Réception critique
Le film récolte une note de seulement 33% de satisfaction sur le site agrégateur de critiques Rotten Tomatoes.